# Tyler Clary
Scott Tyler Clary (Redlands, California, 12 de marzo de 1989) es un nadador estadounidense. Clary actualmente tiene el récord de Estados Unidos en 400 yardas de relevo individual. También tiene el récord de la División I de la NCAA en las 200 yardas de espalda y 400 yardas de combinado individual.